# GBU-57巨型钻地弹
巨型钻地弹（英語：Massive Ordnance Penetrator，MOP，代号GBU-57A/B），是一种由美国空军配備的大型精确制导钻地炸弹。因预估其威力可能超过俄罗斯的炸弹之父，故有媒体称其為炸弹之祖。它的性能超越之前最强大的碉堡剋星—GBU-28，可能是其威力十倍以上，爆炸當量為俄羅斯炸彈之父的近3倍。
2025年6月22日，GBU-57首次投入實戰使用，美國用以攻擊伊朗位於福爾多、納坦茲與伊斯法罕的核子設施。

## 发展过程

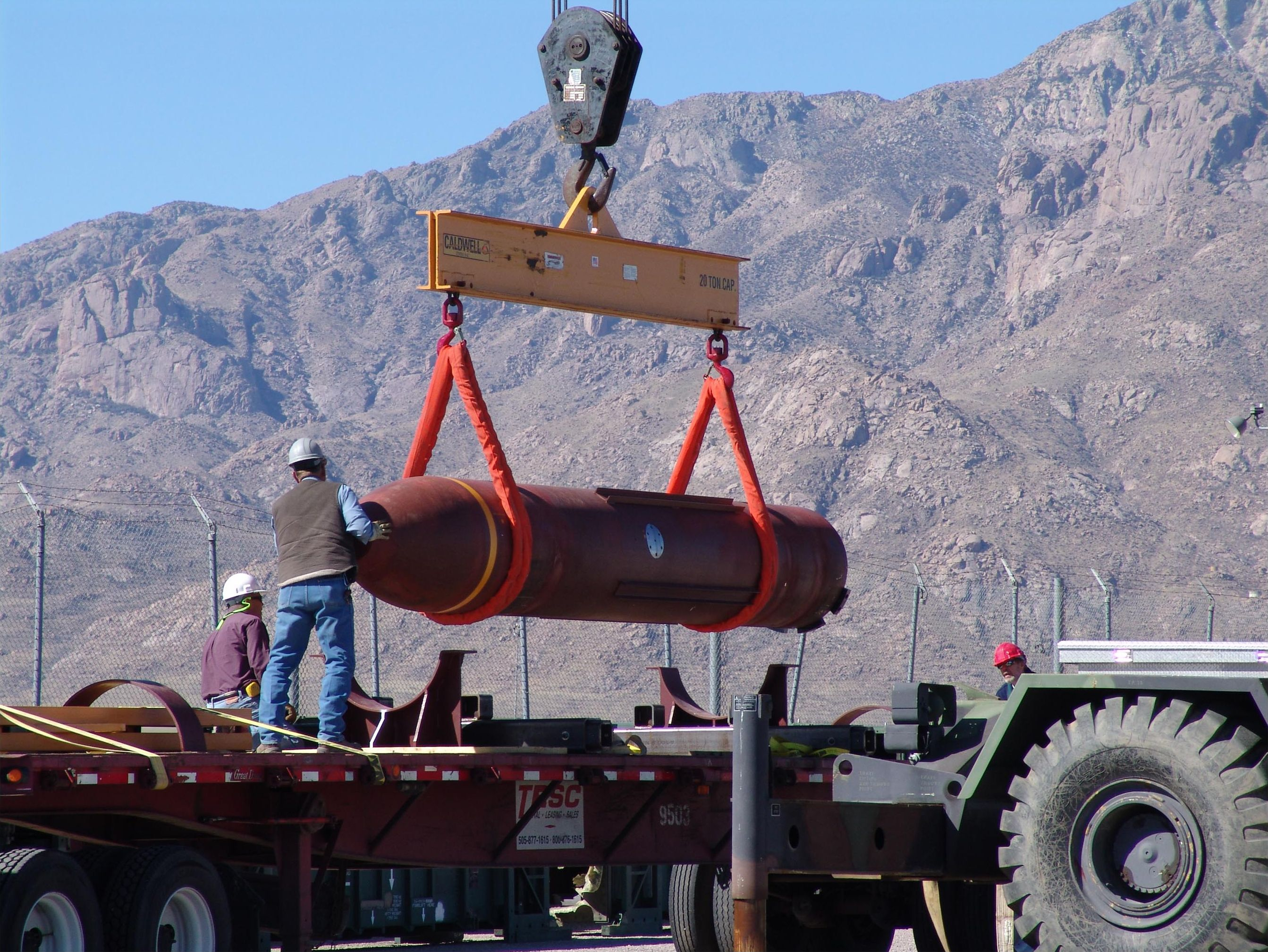
MOP正在卸载准备进行第一次试爆

美国空军有制造大型爆炸武器的意向，称其为“Big BLU”项目，这一项目中包括著名的“炸弹之母”。2002年，诺斯洛普·格鲁门公司与洛马公司就已着手为B-2A匿蹤轰炸机共同研制30,000磅（13,600）的大型钻地炸弹，但因经费与技术问题使得一度被搁置。2003年在伊拉克战争中，通过对GBU-28攻击目标的分析，表明其穿透力与破坏力仍未能满足美军需要。这导致了发展大型碉堡破壞彈藥的巨大兴趣，于是MOP项目开始启动。炸弹之祖的开发现在由位于佛罗里达的美国空军研究实验室负责，波音公司负责其设计与测试。小布什政府在2007年由于忧惧伊朗对美国发动突袭，曾向国会申请8800万美元的经费来加速其研发。2009年，美国国防部再次向国会提出申请巨额经费。同年8月2日，五角大楼声称炸弹之祖正在加速研发，并争取于2010年7月装备B-2轰炸机，这一举动被认为是对北朝鲜和伊朗地下核设施的警告。
2011年11月14日，彭博社報導稱美國空軍全球作戰司令部已經接收BLU-57，截至2011年11月，美軍已經獲得16枚BLU。至2012年時，密蘇里州懷特曼空軍基地已經得到作戰庫存，可用於作戰任務的BLU-57。

## 性能

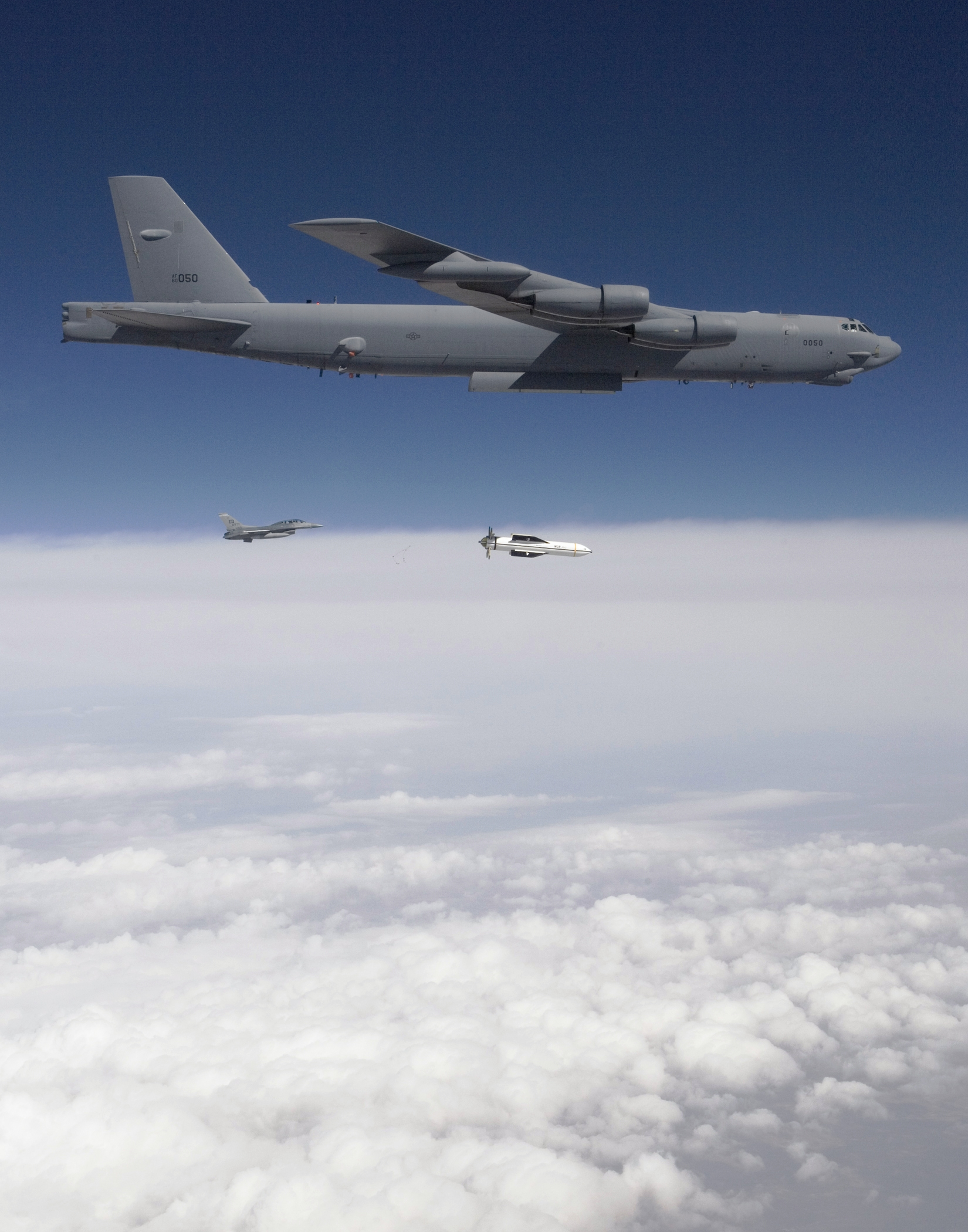
GBU-57在2009年的一次測試時由B-52轰炸机投下

炸弹由B-2轰炸机搭载，GPS制导。其威力可穿透60英尺（18米）的5000磅（35兆帕）钢筋混凝土，穿透8英尺（2.4米）的10,000磅（69兆帕）钢筋混凝土，穿透40英尺（12米）的中等硬岩石，精度在1.2公尺之内，可協同多枚串聯引爆來增加攻擊深度。
GBU-57的缺點在於引信設計，目前GBU-57的引信無法感應空洞，因此會發生鑽入目標座標後無法在最佳空間引爆的缺點。

## 巨型鑽地彈和炸彈之父的規格比較
| 項目      | 美國（巨型鑽地彈） | 俄羅斯（炸彈之父） |
| --------- | ------------------ | ------------------ |
| 質量:     | 13600公斤          | 7100公斤           |
| TNT當量:  | 110公噸            | ～44公噸           |
| 爆炸半徑: | 650米（2100英尺）  | 300米（1000英尺）  |
| 導引:     | GPS                | Glonass            |